# Хендерсон, Александр (политик)
Алекса́ндер Хе́ндерсон (англ. Alexander Henderson , 13 марта 1861 года, Ошава, Онтарио — 13 декабря 1942 года, Ванкувер, Британская Колумбия) — юрист, политик, комиссар Юкона.
Хендерсон окончил Торонтский университет в 1884 году и занимался юридической 
практикой в Ошаве до 1891 года. В 1891 году он переезжает в Британскую Колумбию и 
открывает офис в Нью-Вестминстере. С 1898 по 1900 годы заседает в законодательном 
собрании Британской Колумбии от Нью-Вествинстера, занимает пост министра юстиции 
провинции в правительстве Семлина, избран как независимый кандидат. С 1901 года 
является судьей графства Ванкувер.
С 1908 года является комиссаром Юкона. Под руководством Хендерсона правительство 
Юкона первый раз отслужило полный срок своих полномочий.